# Ивановка (Скадовский район)
Ивановка (укр. Іванівка) — село в Чулаковской сельской общине Скадовского района Херсонской области Украины.
Население по переписи 2001 года составляло 410 человек. Почтовый индекс — 75623. Телефонный код — 5539. Код КОАТУУ — 6522385003.

## История села Ивановка (Украина)
Из архивной справки государственного архива Херсонской области от 25 января 2012 года, сделанной по запросу местного сельсовета:
Село основано беглыми крестьянами. Первые сведения за 1820 г., когда село было собственностью помещика Осипа Бурачкова, который заселял его крестьянами, купленными в разных губерниях. По X ревизии (1858 г.) в селе насчитывалось 42 души мужского пола.
По выходе на волю крестьянская община получила в надел 298 дес. 760 саж., из которых 6 дес. было под застройкой, 82 дес. пашни, 210 дес. 760 саж. под паром. Пашни на душу приходилось 1 3/4 дес., поэтому большая часть посевов была на арендованной земле. Землевладение общинное, от выхода на волю до Столыпинской аграрной реформы переделов земли не было.
По переписи 1885 г. семей, которые живут в своём селе, было 27 дворов, 164 жителя (мужчин всего — 82, из них работающих (от 18 до 60 лет) — 42, женщин — 82); семей, которые живут на стороне, — 1 двор, 2 муж., 1 жен.; посторонние в селе не проживали; из 27 хозяйств засевали до 5 дес. — 5, от 5 до 10 дес. — 6, от 10 до 25 дес. — 6, от 25 до 50 дес. — 10 хозяйств; наёмный труд в хозяйствах не использовали; бездомных — 1 семья; коней рабочих было 57, нерабочих — 11, волов — 44, коров — 56, телят — 47, свиней — 37. Грамотных в селе было 12 муж., 1 жен. Мирские расходы: на жалование писарю, на быка, на школу, церковным сторожам, на молебны.
В селе была православная церковь Успения Пресвятой Богородицы. На 1 января 1928 г. — село Червоно-Прапорского сельсовета, которое насчитывало 125 крестьянских хозяйств, 673 жителя (311 муж., 362 жен.) преимущественно украинской национальности.
На 1 сентября 1946 г. — село Краснознаменского сельсовета. По решению исполкома Херсонского областного Совета депутатов трудящихся от 31 июля 1958 г. № 716 — Памятненского сельсовета. От 14 мая 1959 г. — Садовского сельсовета. Территория совхоза «Каракульэкспорт», потом — «Южный».
С 24 февраля 2022 года село оккупировано российскими войсками в ходе вторжения России на Украину.

## Местная власть
75635, Херсонская обл., Скадовский р-н, с. Чулаковка, ул. Октябрьская.